# Proofreading
In biologia molecolare, il proofreading (o correzione di bozze) è quel processo, proposto per la prima volta da John Hopfield nel 1974 e Jacques Ninio nel 1975, attraverso cui la DNA polimerasi che sta replicando il DNA rileva l'appaiamento di un nucleotide scorretto e lo rimuove. 
La DNA polimerasi è in grado di fare ciò in quanto, in presenza di un appaiamento scorretto, mancano quelle interazioni fra le basi azotate che sono necessarie per stabilizzare il complesso stampo-innesco; ciò fa sì che l'affinità del substrato scorretto per il sito
attivo di polimerizzazione si abbassi notevolmente e il complesso stampo-innesco si allontani per avvicinarsi al sito esonucleasico con funzione di proofreading (sito con attività esonucleasica 3'--> 5'). Il sito esonucleasico elimina il nucleotide errato tramite il taglio del legame fosfodiesterico utilizzando ATP, e permette alla polimerasi di riprendere la sintesi senza che il complesso ternario innesco-stampo-enzima si sia dissociato.
Nei procarioti tutte e 3 le DNA Polimerasi (I, II e III) sono dotate di attività esonucleasica 3'--> 5', e sono quindi capaci di proofreading. 
Negli eucarioti solo le DNA Polimerasi δ, ε e γ (quest'ultima coinvolta nella duplicazione del DNA mitocondriale) sono capaci di attività esonucleasica.
Esiste un meccanismo di proofreading anche nella traduzione dell'mRNA durante la sintesi proteica: in questo caso quando
viene reclutato un amminoacil-tRNA sbagliato, questo viene riconosciuto e rimosso prima della formazione del legame peptidico.
La presenza di un meccanismo di controllo e correzione di questo tipo è indispensabile per una replicazione fedele; infatti, a causa soprattutto della presenza di forme tautomeriche delle basi azotate, l'accuratezza della DNA polimerasi risulta piuttosto limitata (circa 1 errore ogni 105 basi accoppiate).
Grazie al proofreading, l'accuratezza aumenta a circa 1 errore ogni 107 nucleotidi inseriti (anche se è variabile di specie in specie), tasso che è ulteriormente diminuito da meccanismi di riparazione del DNA post-replicativi (questi ultimi contribuiscono a portare l'accuratezza finale a circa 1 errore ogni 1010 nucleotidi aggiunti, avendo una percentuale di errore di circa 1/103).